# Mike Huras
Mike Huras (Waiblingen, Alemania, 28 de enero de 2006) es un futbolista polaco que juega como centrocampista en el Ruch Chorzów de la Ekstraklasa.

## Estadísticas

### Clubes
Actualizado al último partido disputado el 12 de abril de 2024.
| Club                   | Div.          | Temporada     | Liga  | Liga  | Copas nacionales | Copas nacionales | Copas internacionales | Copas internacionales | Total | Total |
| Club                   | Div.          | Temporada     | Part. | Goles | Part.            | Goles            | Part.                 | Goles                 | Part. | Goles |
| ---------------------- | ------------- | ------------- | ----- | ----- | ---------------- | ---------------- | --------------------- | --------------------- | ----- | ----- |
| Ruch Chorzów · Polonia | 1.ª           | 2023-24       | 2     | 0     | 0                | 0                | ―                     | ―                     | 2     | 0     |
| Ruch Chorzów · Polonia | Total club    | Total club    | 2     | 0     | 0                | 0                | 0                     | 0                     | 2     | 0     |
| Total carrera          | Total carrera | Total carrera | 2     | 0     | 0                | 0                | 0                     | 0                     | 2     | 0     |